# Višnjevac (Subotica, Srbija)
Višnjevac (srp.: Вишњевац, mađ.: Meggyes) je naselje u općini Subotica u Sjevernobačkom okrugu u Vojvodini.

## Stanovništvo
U naselju Višnjevac živi 639 stanovnika, od čega 519 punoljetnih stanovnika s prosječnom starosti od 42,9 godina (41,5 kod muškaraca i 44,4 kod žena). U naselju ima 282 domaćinstva, a prosječan broj članova po domaćinstvu je 2,76.
Prema popisu iz 1991. godine u naselju je živjelo 634 stanovnika.
| Etnički sastav 2002. |            |        |
| Narod                | Stanovnika | %      |
| Srbi                 | 302        | 47,26% |
| Mađari               | 224        | 35,05% |
| Bunjevci             | 41         | 6,41%  |
| Crnogorci            | 23         | 3,59%  |
| Jugoslaveni          | 21         | 3,28%  |
| Romi                 | 8          | 1,25%  |
| Hrvati               | 7          | 1,09%  |
| Makedonci            | 6          | 0,93%  |
| Rusini               | 1          | 0,15%  |
| nepoznato            | 0          | 0,00%  |

| broj stanovnika | 1074  | 932   | 694   | 668   | 703   | 634   | 639   |
|                 | 1948. | 1953. | 1961. | 1971. | 1981. | 1991. | 2001. |

## Šport
- Nogometni klub Udarnik.[3]

## Vanjske poveznice
- Karte, položaj vremenska prognoza  Arhivirana inačica izvorne stranice od 7. lipnja 2009. (Wayback Machine)
- Satelitska snimka naselja